# Muara Megang
Muara Megang is een bestuurslaag in het regentschap Musi Rawas van de provincie Zuid-Sumatra, Indonesië. Muara Megang telt 2059 inwoners (volkstelling 2010).